# Kalliovaara (kulle i Finland, Lappland, Rovaniemi)
Kalliovaara är en kulle i Finland.   Den ligger i den ekonomiska regionen  Rovaniemi ekonomiska region  och landskapet Lappland, i den norra delen av landet, 700 km norr om huvudstaden Helsingfors. Toppen på Kalliovaara är 263 meter över havet, eller 54 meter över den omgivande terrängen. Bredden vid basen är 1,4 km.
Terrängen runt Kalliovaara är huvudsakligen platt. Runt Kalliovaara är det mycket glesbefolkat, med 2 invånare per kvadratkilometer.